# Tikuliya
Tikuliya – gaun wikas samiti we wschodniej części Nepalu w strefie Sagarmatha w dystrykcie Saptari. Według nepalskiego spisu powszechnego z 2001 roku liczył on 564 gospodarstw domowych i 3079 mieszkańców (1431 kobiet i 1648 mężczyzn).